# With Love: The Series
With Love: The Series ( With Love The Series...รักต่อไม่รอแล้วนะ) è un telefilm thailandese di 15 episodi del 2019 a tematica sentimentale.

## Trama
Nathee è un ragazzo di campagna che ha superato da poco l'esame per l'ammissione ad un'università di Bangkok e decide di prendere una stanza presso la "With Love House" (casa per studenti). Una volta giunto sul posto scoprirà che dovrà condividere la sua camera con Prin, studente proveniente da una famiglia benestante con un rapporto burrascoso con il padre.
Thun ha vissuto con la sua famiglia in Corea per molti anni ma ha deciso di frequentare un'università thailandese nella quale incontrerà Kavin, il suo primo amore. Kavin vuole tornare insieme a Thun anche se ha già una ragazza, Irin, ed è assai combattuto su chi dei due scegliere.
Kaowkla è uno studente di architettura che insegna arte nel suo tempo libero metre Plod, fratello di Prin e suo grande amico, è uno studente delle superiori. Con il tempo la relazione tra i due si farà sempre più intima.

## Personaggi

### Principali
- Prin, interpretato da Charupong Kluaymai-Ngam "Jack".[1]
- Nathee, interpretato da Nanthipat Srrttnphnt "Games".
- Thann, interpretato da Kantheephop Sirorattanaphanit "Run".
- Kun, interpretata da Siwat Jumlongkul "Mark".
- Plod, interpretato da Ohm Chetnipat.
- Kaowkla, interpretato da Phithiwat Rungsrinorabutr "Boss".